# 地方鉄道
地方鉄道（ちほうてつどう）とは、一般に、新幹線、在来幹線、都市鉄道に該当する路線以外の鉄道路線のことをいい、その運営主体は、JRや一部の大手民鉄、中小民鉄、及び1980年（昭和55年）12月27日に公布・施行された「日本国有鉄道経営再建促進特別措置法」（昭和55年 法律第111号）で規定された地方交通線のうち、バス転換が適当とされた旅客輸送密度4,000人/日未満の旧日本国有鉄道の特定地方交通線、1922年（大正11年）4月11日に公布・施行された「鉄道敷設法」（大正11年 法律第37号）別表に規定された旧日本国有鉄道の予定線、それに整備新幹線の開業に伴いJRから経営分離された並行在来線などを継承した第三セクターのことである。
なお、「地方鉄道」「地方鉄道線」は、鉄道事業法の前身である地方鉄道法（1987年廃止）が適用される鉄道路線を指す場合もあった。この用法の場合は大手私鉄での路線でも地方鉄道に該当するものがあった。

## 中小民鉄

### 鉄道
- 青森県
  - 十和田観光電鉄 - 2012年廃止まで
  - 弘南鉄道
  - 津軽鉄道
- 福島県
  - 福島交通
- 茨城県
  - 関東鉄道
- 群馬県
  - 上信電鉄
  - 上毛電気鉄道
- 埼玉県
  - 秩父鉄道
- 千葉県
  - 流鉄
  - 銚子電気鉄道
  - 小湊鉄道
- 神奈川県
  - 小田急箱根
  - 江ノ島電鉄
- 山梨県
  - 富士山麓電気鉄道
- 長野県
  - アルピコ交通
  - 長野電鉄
  - 上田電鉄
- 富山県
  - 黒部峡谷鉄道
- 石川県
  - 北陸鉄道
- 静岡県
  - 伊豆箱根鉄道
  - 静岡鉄道
  - 大井川鐵道
  - 遠州鉄道
  - 岳南電車
  - 伊豆急行
- 岐阜県
  - 養老鉄道
- 愛知県
  - JR東海交通事業
- 三重県
  - 三岐鉄道
- 滋賀県
  - 近江鉄道
- 京都府
  - 叡山電鉄
- 大阪府
  - 水間鉄道
- 和歌山県
  - 紀州鉄道
  - 和歌山電鐵
- 島根県
  - 一畑電車
- 岡山県
  - 水島臨海鉄道
- 香川県
  - 高松琴平電気鉄道
- 福岡県
  - 筑豊電気鉄道
- 長崎県
  - 島原鉄道
- 熊本県
  - 熊本電気鉄道

### 鉄道＋軌道
- 富山県
  - 富山地方鉄道
- 福井県
  - 福井鉄道
- 愛知県
  - 豊橋鉄道
- 広島県
  - 広島電鉄
- 愛媛県
  - 伊予鉄道

### 軌道
- 京都府
  - 京福電気鉄道
- 大阪府
  - 阪堺電気軌道
- 岡山県
  - 岡山電気軌道
- 高知県
  - 土佐電気鉄道
- 長崎県
  - 長崎電気軌道

## 第三セクター

### 特定地方交通線転換鉄道
- 秋田県
  - 由利高原鉄道
- 山形県
  - 山形鉄道
- 福島県
  - 会津鉄道
- 栃木県
  - 真岡鐵道
- 群馬県
  - わたらせ渓谷鐵道
- 千葉県
  - いすみ鉄道
- 石川県
  - のと鉄道
- 静岡県
  - 天竜浜名湖鉄道
- 岐阜県
  - 明知鉄道
  - 長良川鉄道
- 三重県
  - 伊勢鉄道
- 滋賀県
  - 信楽高原鐵道
- 兵庫県
  - 北条鉄道
- 鳥取県
  - 若桜鉄道
- 山口県
  - 錦川鉄道
- 福岡県
  - 甘木鉄道
  - 平成筑豊鉄道
- 長崎県
  - 松浦鉄道
- 熊本県
  - 南阿蘇鉄道
  - くま川鉄道

### 地方鉄道新線
- 岩手県
  - 三陸鉄道
- 秋田県
  - 秋田内陸縦貫鉄道
- 福島県
  - 阿武隈急行
- 茨城県
  - 鹿島臨海鉄道
- 栃木県
  - 野岩鉄道
- 新潟県
  - 北越急行
- 岐阜県
  - 樽見鉄道
- 愛知県
  - 愛知環状鉄道
- 京都府
  - 北近畿タンゴ鉄道
- 鳥取県
  - 智頭急行
- 岡山県
  - 井原鉄道
- 徳島県
  - 阿佐海岸鉄道
- 高知県
  - 土佐くろしお鉄道

### 並行在来線
- 北海道
  - 道南いさりび鉄道
- 青森県
  - 青い森鉄道
- 岩手県
  - IGRいわて銀河鉄道
- 長野県
  - しなの鉄道
- 新潟県
  - えちごトキめき鉄道
- 富山県
  - あいの風とやま鉄道
- 石川県
  - IRいしかわ鉄道
- 福井県
  - ハピラインふくい
- 熊本県
  - 肥薩おれんじ鉄道

### その他
- 茨城県
  - ひたちなか海浜鉄道
- 富山県
  - 万葉線
  - 富山ライトレール
- 福井県
  - えちぜん鉄道
- 三重県
  - 伊賀鉄道